# LTT 1445 Ab
LTT 1445 Ab è un pianeta extrasolare nella costellazione dell'Eridano, distante 22,5 anni luce dal sistema solare. Scoperto nel 2019 tramite il telescopio spaziale TESS, orbita attorno alla componente principale (LTT 1445 A) di un sistema stellare triplo costituito da tre nane rosse, che a sua volta orbita attorno alla coppia stretta costituita da LTT 1445 B e LTT 1445 C.

## Caratteristiche

### Sistema stellare
La stella madre è una nana rossa di tipo spettrale M. La sua temperatura superficiale è di 3340±159 K mentre la sua metallicità è circa il 46% di quella del Sole. La coppia BC è composta da due stelle molto vicine tra loro, che complessivamente risultano avere una massa di 0,39±0,09 M⊙. Ciò comporta che, nonostante la componente A sia singolarmente la stella principale, essa ruota attorno al centro di massa del sistema che è più vicino alla coppia BC. Considerando la separazione angolare di 5", che a quella distanza corrispondono a 34 UA, la stima del periodo orbitale di A è di circa 250 anni, mentre B e C orbitano una attorno all'altra in 36 anni.

### Pianeta
Il pianeta orbita in 5,36 giorni a una distanza media di 5,7 milioni di chilometri dalla stella. Ha un raggio di 1,3 r⊕ e una massa di 2,87±0,26 M⊕, caratteristiche che sembrano farlo rientrare nella categoria delle super Terre con superficie rocciosa. La sua vicinanza alla stella comporta che esso riceva una quantità di radiazione 5,6 volte maggiore di quella che la Terra riceve dal Sole e una temperatura superficiale piuttosto alta, di circa 160 °C. Sempre per lo stesso motivo si trova probabilmente in blocco mareale, volgendo sempre lo stesso emisfero alla stella madre. 
Le orbite del pianeta attorno alla componente A e di questa attorno alla coppia BC sembrano essere complanari, quindi come il pianeta transita davanti alla sua stella anche queste dovrebbero occultarsi a vicenda le une con le altre.